# Holger Bingmann
Holger Bingmann (* 8. Juli 1961 in Stuttgart) ist ein deutscher Unternehmer. Er ist seit Juni 2020 Präsident des nationalen Komitees der Internationalen Handelskammer und war von September 2017 bis Juni 2020 Präsident des Bundesverbands Großhandel, Außenhandel, Dienstleistungen (BGA). 

## Werdegang
Bingmann wuchs in Stuttgart auf. Nach Abitur und Wehrdienst studierte er Betriebswirtschaftslehre an der Ludwig-Maximilians-Universität in München. Seit dieser Zeit interessiert er sich für den kulturellen Wandel in Unternehmen: Seine Promotion legte er im Fach Wirtschaftswissenschaften an der Freien Universität Berlin zum Thema „Mensch-Politik-Kultur. Einflüsse auf die technische Entwicklung bei Daimler-Benz“ ab.
Nach Stationen bei Daimler-Benz in Brüssel und als geschäftsführender Gesellschafter der Süddeutschen Zeitungszentrale in Stuttgart erwarb Bingmann mit 39 Jahren Anteile an dem 1945 in München gegründeten Pressevertrieb Hermann Trunk. Aus dem Pressevertrieb entwickelte er gemeinsam mit Gesellschaftern und Geschäftsführern die MELO Unternehmensgruppe. Für die gesamte Gruppe, deren Chairman Bingmann bis Januar 2020 war, arbeiten heute international rund 2000 Mitarbeiter. Im September 2017 wurde Bingmann als Nachfolger von Anton F. Börner zum Präsidenten des Bundesverbandes Großhandel, Außenhandel, Dienstleistungen (BGA) gewählt. Das Amt übte er bis Juni 2020 aus. Im Juni wurde Bingmann zum Präsidenten des nationalen Komitees der Internationalen Handelskammer gewählt.
Er ist verheiratet, Vater von vier Kindern und lebt am Starnberger See.

## Tätigkeiten und  Mitgliedschaften
- Geschäftsführender Gesellschafter Thinking Arabian GmbH, Berlin[6]
- Geschäftsführender Gesellschafter Bingmann Pflüger International, Berlin[7]
- Founder DBU Digital Business University of Applied Sciences, Berlin[8]
- Präsident des ICC Germany e.V.[9]
- Chairman MELO Group (bis Januar 2020)[10]
- Präsident des Bundesverbandes Großhandel, Außenhandel, Dienstleistungen (BGA) (bis Juni 2020)[11]
- Vizepräsident des Landesverbands Groß- und Außenhandel, Vertrieb und Dienstleistungen Bayern (LGAD)
- Mitglied im Verwaltungsrat der KfW

## Auszeichnungen
- Kress Pro, Fachzeitschrift für Medien und Vertrieb: „Einer der 25 wichtigsten Köpfe im Pressevertrieb.“ (2016, 2017)[12]